# Hùng hoàng
Hùng hoàng, α-As4S4 là một khoáng vật arsenic sulfide, còn được biết đến như là realgar hay "lưu huỳnh rubi" hoặc "arsenic rubi" và "đá hùng hoàng". Nó là khoáng vật mềm, có thể cắt ra được, xuất hiện dưới dạng các tinh thể đơn nghiêng hay dưới dạng hột đặc chắc hoặc dạng bột, thường đi cùng khoáng vật có liên quan là thư hoàng (As2S3, orpiment). Nó có màu từ đỏ tới vàng cam, nóng chảy ở nhiệt độ 320 °C và cháy với ngọn lửa màu xanh lam giải phóng ra hơi chứa arsenic và lưu huỳnh. Hùng hoàng mềm, với độ cứng Mohs khoảng 1,5 - 2 và có tỷ trọng riêng là 3,5. Màu vết vạch của nó là màu cam. Nó là ba hình với alacranit và pararealgar.
Tên gọi hùng hoàng bắt nguồn từ tiếng Trung 雄黄 (xióng huáng). Tên gọi realgar bắt nguồn từ tiếng Ả Rập rahj al-ġār (رهج الغار, "bột của mỏ"), thông qua tiếng Catalan và Latin trung cổ và ghi chép sớm nhất trong tiếng Anh về nó xuất hiện trong thập niên 1390.

## Phổ biến
Hùng hoàng xuất hiện phổ biến nhất như là khoáng vật của mạch nhiệt dịch nhiệt độ thấp gắn liền với các khoáng vật arsenic và antimon khác. Nó cũng xuất hiện dưới dạng các thăng hoa núi lửa và trong các trầm tích suối nước nóng. Nó thường đi kèm với thư hoàng, arsenolit, calcit và barit.
Nó được tìm thấy trong quặng chì, bạc và vàng ở Hungary, Bohemia và Saxony. Tại Hoa Kỳ nó chủ yếu thấy tại Mercur (Utah), Manhattan (Nevada) và trong các trầm tích mạch nước phun (geyser) ở Vườn quốc gia Yellowstone.
Người ta cho rằng sau khi phơi sáng lâu thì hùng hoàng biến đổi thành dạng bột màu vàng gọi là cận hùng hoàng hay pararealgar (β-As4S4). Có thời người ta cho rằng bột này là thư hoàng - một khoáng vật sunphua màu vàng khác, nhưng gần đây đã chứng minh được nó là một hợp chất hóa học khác biệt.

## Sử dụng
Hùng hoàng, thư hoàng và arsenopyrit cung cấp gần như toàn bộ nguồn arsenic thế giới như là một phụ phẩm trong quá trình nấu luyện các tinh quặng có nguồn gốc từ các loại quặng này.
Hùng hoàng từng được các nhà sản xuất pháo hoa sử dụng để tạo ra màu trắng trong pháo hoa trước khi có các nguồn cung cấp các kim loại dạng bột như nhôm, magie và titan. Nó vẫn còn được sử dụng kết hợp với kali chlorat để tạo ra loại thuốc nổ tiếp xúc gọi là "thuốc nổ đỏ" cho một số loại ngư lôi và pháo hoa kiểu mới khác gọi là 'cracker ball', cũng như trong lõi của một số loại pháo hoa cây ('crackling star').
Hùng hoàng là chất độc hại. Người Hy Lạp cổ đại gọi nó là sandaracha và hiểu rõ nó là độc hại. Nó từng được sử dụng để làm thuốc độc diệt chuột tại Tây Ban Nha trung cổ và tại Anh trong thế kỷ 16. Hiện nay đôi khi nó vẫn được dùng để tiêu diệt cỏ dại, sâu bọ và động vật gặm nhấm, mặc dù các loại thuốc trừ dịch hại gốc arsenic hiệu quả hơn là sẵn có.
Tên gọi trong tiếng Trung của nó là 雄黃 (xionghuang), nghĩa đen là 'chất màu vàng đực', đối lại với thư hoàng là 'chất màu vàng cái'. Người Trung Hoa cũng biết rõ độc tính của nó và nó thường được rắc quanh nhà để xua đuổi rắn và sâu bọ, cũng như được sử dụng trong y học cổ truyền. Hùng hoàng được pha với rượu gạo để làm rượu hùng hoàng (hùng hoàng tửu) để uống trong các lễ hội thuyền rồng nhằm phòng ngừa xui xẻo, ám chỉ tới các tính chất diệt trừ sâu bọ của nó. Thực tiễn này ngày càng trở nên hiếm gặp hơn nhờ nhận thức về việc hùng hoàng là hợp chất arsenic độc hại.
Hùng hoàng cũng từng được sử dụng phổ biến trong sản xuất da thuộc để loại bỏ lông từ các tấm da sống. Do hùng hoàng là chất sinh ung thư và chất độc arsenic cũng như do các chất thay thế cạnh tranh là có sẵn nên ngày nay nó càng ngày càng ít được sử dụng cho mục đích này.
Hùng hoàng cùng thư hoàng đã từng là mặt hàng có tầm quan trọng đáng kể trong thương mại của đế quốc La Mã và từng được sử dụng để làm chất màu cho sơn đỏ. Sự xuất hiện của hùng hoàng trong vai trò chất màu cho sơn đỏ được biết đến trong các tác phẩm hội họa của Trung Quốc, Ấn Độ, Trung Á và Ai Cập cổ đại. Nó cũng từng được sử dụng trong các bức họa châu Âu thời Phục Hưng và chỉ mất đi kể từ thế kỷ 18. Nó cũng từng được sử dụng trong y học.
Các ứng dụng truyền thống khác còn có sản xuất đạn ghém, in và nhuộm quần áo vải trúc bâu.

## Thư viện ảnh

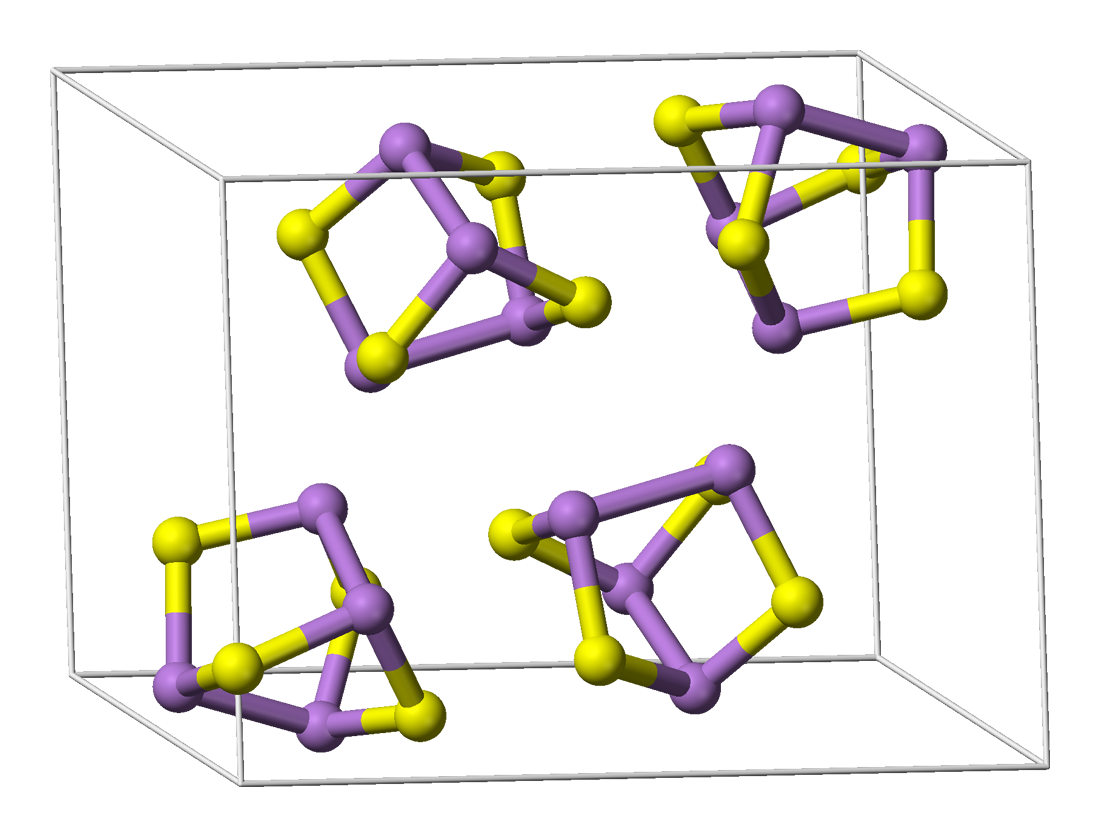
Ô đơn vị của hùng hoàng, chỉ ra rõ ràng các phân tử As4S4 của nó.
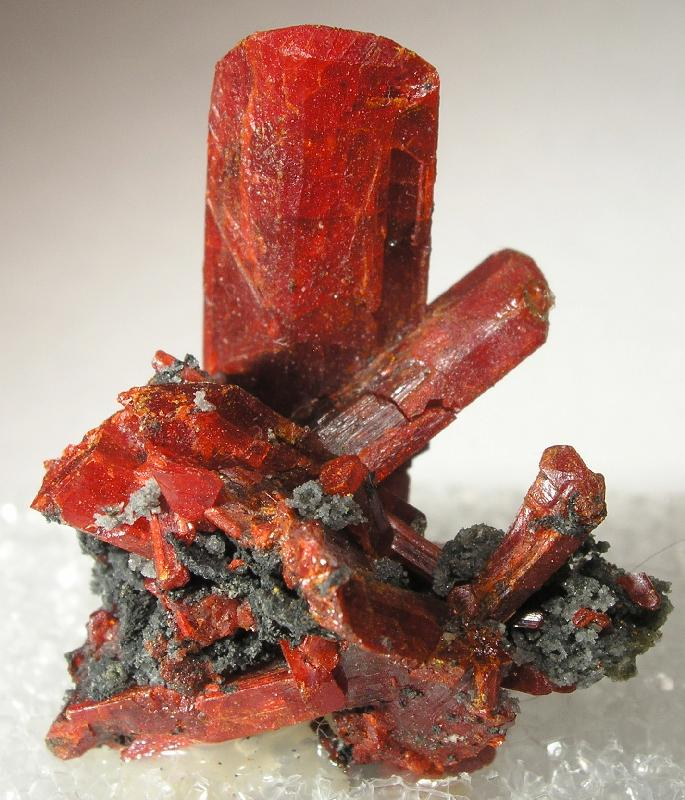
Cụm các tinh thể hùng hoàng từ mỏ Getchell, Adam Peak, trại Potosi, quận Humboldt, Nevada, USA.
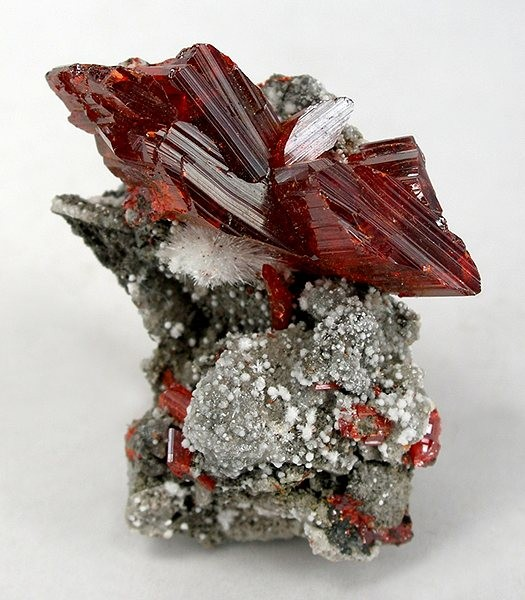
Các tinh thể hùng hoàng màu đỏ anh đào trên đỉnh chất nền và một mảng các hạt vụn hình kim là loại hiếm gặp của picropharmacolit (tinh thể màu trắng) ở phía dưới.
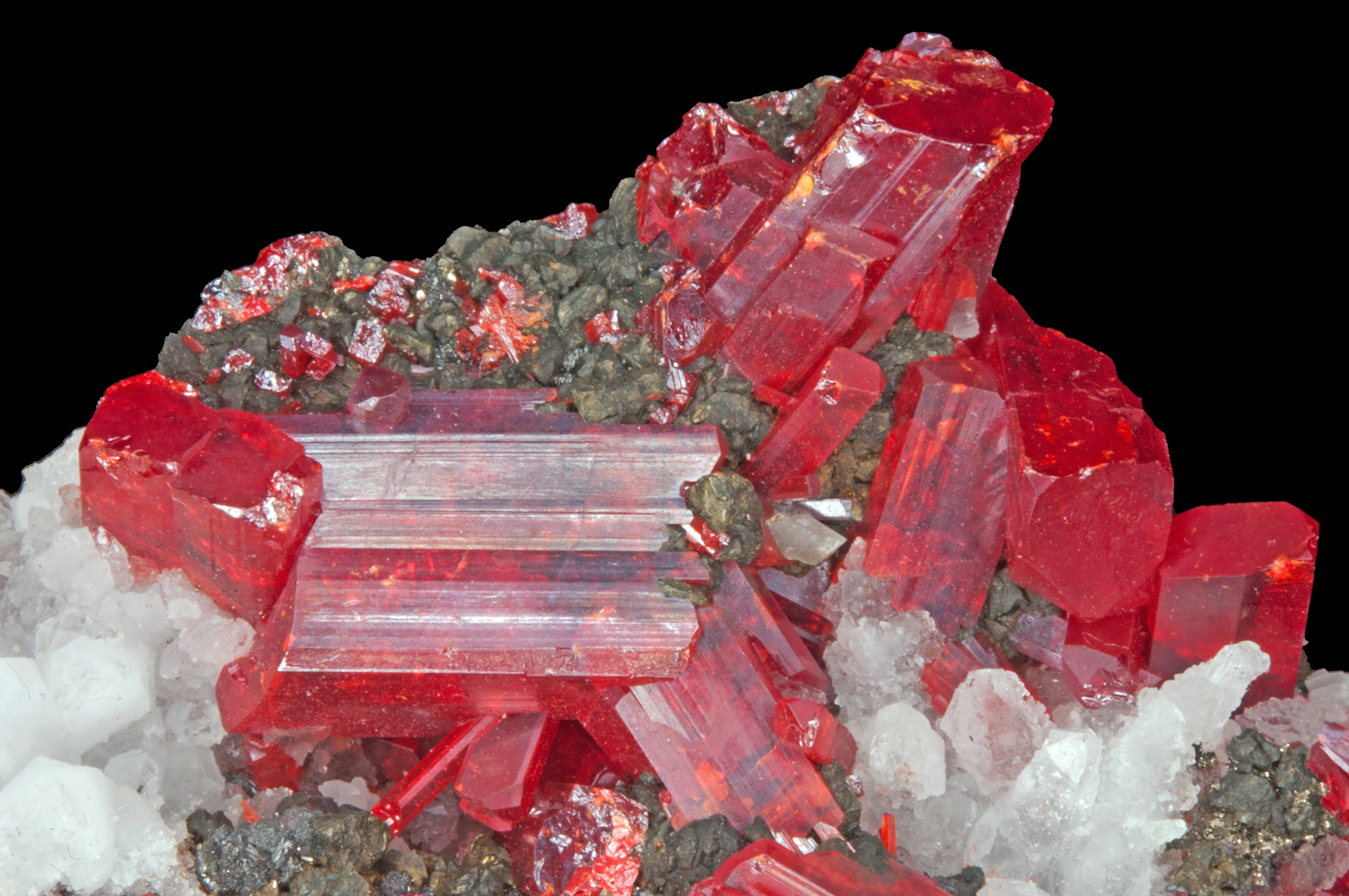
Các tinh thể hùng hoàng, thạch anh, chalcopyrit và galena từ mỏ Quiruvilca, La Libertad, Peru.